# Verpelét
Verpelét là một làng thuộc hạt Heves, Hungary. Làng này có diện tích 53,18 km², dân số năm 2010 là 3862 người, mật độ 73 người/km².